# Etilda Gjonaj
Etilda Gjonaj, née le 6 mai 1981 à Pukë (Albanie), est une femme politique albanaise. Membre du Parti socialiste, elle est ministre de la Justice de 2017 à 2021. 